# Racine, Wisconsin
Racine är huvudsäte i Racine County, Wisconsin, USA som ligger mellan Milwaukee och Chicago.

## Kommunikationer

### Flygtrafik
- John H. Batten Airport, flygplatskod RAC

## Personer från Racine
- Max Hardcore, porrskådespelare, regissör och producent
- Paul Harris, advokat och grundare av Rotary
- Larry Kusche, pilot, flyglärare, författare och bibliotekarie.
- Fredric March, skådespelare